# جانگ کی یونگ
جانگ کی یونگ (کره‌ای: 장기용؛ زادهٔ ۷ اوت ۱۹۹۲) بازیگر و مدل اهل کره جنوبی است. جانگ در ابتدا حرفهٔ خود را در صنعت مدلینگ آغاز کرد و بازیگری خود را در مشکلی نیست این عشقه به عنوان بازیگر مهمان شروع کرد و به دنبال آن در مجموعه‌های تلویزیونی مختلف بازی کرد. او در بیا و بغلم کن اولین نقش اصلی خود را ایفا کرد و از طریق سرچ: دبلیودبلیودبلیو به شهرت رسید. او همچنین به خاطر ایفای نقش در مجموعه‌های تلویزیونی هم‌اتاقی من یک گومیهو است و حالا داریم بهم می‌زنیم شناخته می‌شود.

## فیلم‌شناسی

### فیلم
| سال  | عنوان                     | نقش        | توضیحات            | منابع                  |
| ---- | ------------------------- | ---------- | ------------------ | ---------------------- |
| ۲۰۱۹ | رفقای بد: سلطنت هرج و مرج | کو یو سونگ | گروه بازیگران اصلی | [ ۱ ]                  |
| ۲۰۲۱ | شیرین و ترش               | جانگ هیوک  | نقش اصلی           | توزیع شده توسط نتفلیکس |

### مجموعه تلویزیونی
| سال       | عنوان                      | نقش                        | توضیحات               | منابع  |
| --------- | -------------------------- | -------------------------- | --------------------- | ------ |
| ۲۰۱۴      | مشکلی نیست این عشقه        | سم                         | حضور افتخاری          | [ ۲ ]  |
| ۲۰۱۴      | پری دریایی بیکار           | کیم یون سون                | حضور افتخاری          | [ ۳ ]  |
| ۲۰۱۴      | ازدواج عالی                | به دو رو                   | نقش مکمل              | [ ۴ ]  |
| ۲۰۱۴      | کارآگاهان دبیرستان دخترانه | آن جون                     | نقش مکمل              | [ ۵ ]  |
| ۲۰۱۵      | این عشق منه                | لی سوک ته                  | نقش مکمل              | [ ۶ ]  |
| ۲۰۱۶      | ذهن زیبا                   | نام هو یونگ                | نقش مکمل              | [ ۷ ]  |
| ۲۰۱۷      | دروغگو و معشوقش            | جی این هو                  | نقش مکمل              | [ ۸ ]  |
| ۲۰۱۷      | بازگشت زوجین               | جونگ نام گیل               | نقش مکمل              |        |
| ۲۰۱۸      | آجوشی من                   | لی کوانگ ایل               | نقش مکمل              | [ ۹ ]  |
| ۲۰۱۸      | بیا و بغلم کن              | چه دو جین                  | نقش اصلی              | [ ۱۰ ] |
| ۲۰۱۹      | نوازش قلبت                 | تاپ استار                  | حضور افتخاری (قسمت ۱) | [ ۱۱ ] |
| ۲۰۱۹      | بکشش                       | کیم سو هیون                | نقش اصلی              | [ ۱۲ ] |
| ۲۰۱۹      | سرچ: دبلیودبلیودبلیو       | پارک مورگان                | نقش اصلی              | [ ۱۳ ] |
| ۲۰۲۰      | تولد دوباره                | گونگ جی چول / چون جونگ بوم | نقش اصلی              | [ ۱۴ ] |
| ۲۰۲۱      | سلام، منم!                 | افسر پلیس                  | حضور افتخاری (قسمت ۱) | [ ۱۵ ] |
| ۲۰۲۱      | هم‌اتاقی من یک گومیهو است   | شین وو یو                  | نقش اصلی              | [ ۱۶ ] |
| ۲۰۲۱–۲۰۲۲ | حالا داریم بهم می‌زنیم      | یون جه گوک                 | نقش اصلی              | [ ۱۷ ] |